# ZiU-9
ZiU-9 (ros. ЗиУ-9) – trolejbus produkowany w Rosji (przed 1991 r. w Związku Radzieckim) od 1972 roku do 2015 roku w Fabryce im. Urickiego (Завод им. Урицкого) w Engelsie. Były eksploatowane w Polsce w czasach PRL, ale sukcesywnie wycofywano je w latach 90. XX wieku (w Polsce można zobaczyć przebudowany na turystyczny trolejbus ZiU-9 na ulicach w Lublinie oraz w Gdyni). Kursują one nadal w państwach dawnego Związku Radzieckiego. Wyprodukowano około 42 000 trolejbusów tego modelu. ZiU to skrót od Zawod imieni Uritskogo. Zakład ten znajduje się w mieście Engels. Kilka innych fabryk w Rosji i na Białorusi produkuje bardzo podobne trolejbusy. Pojazdy te obecnie oznaczone są jako ZiU-682, natomiast sam zakład od 1996 roku nosi nazwę Trolza.

## Historia i rozwój

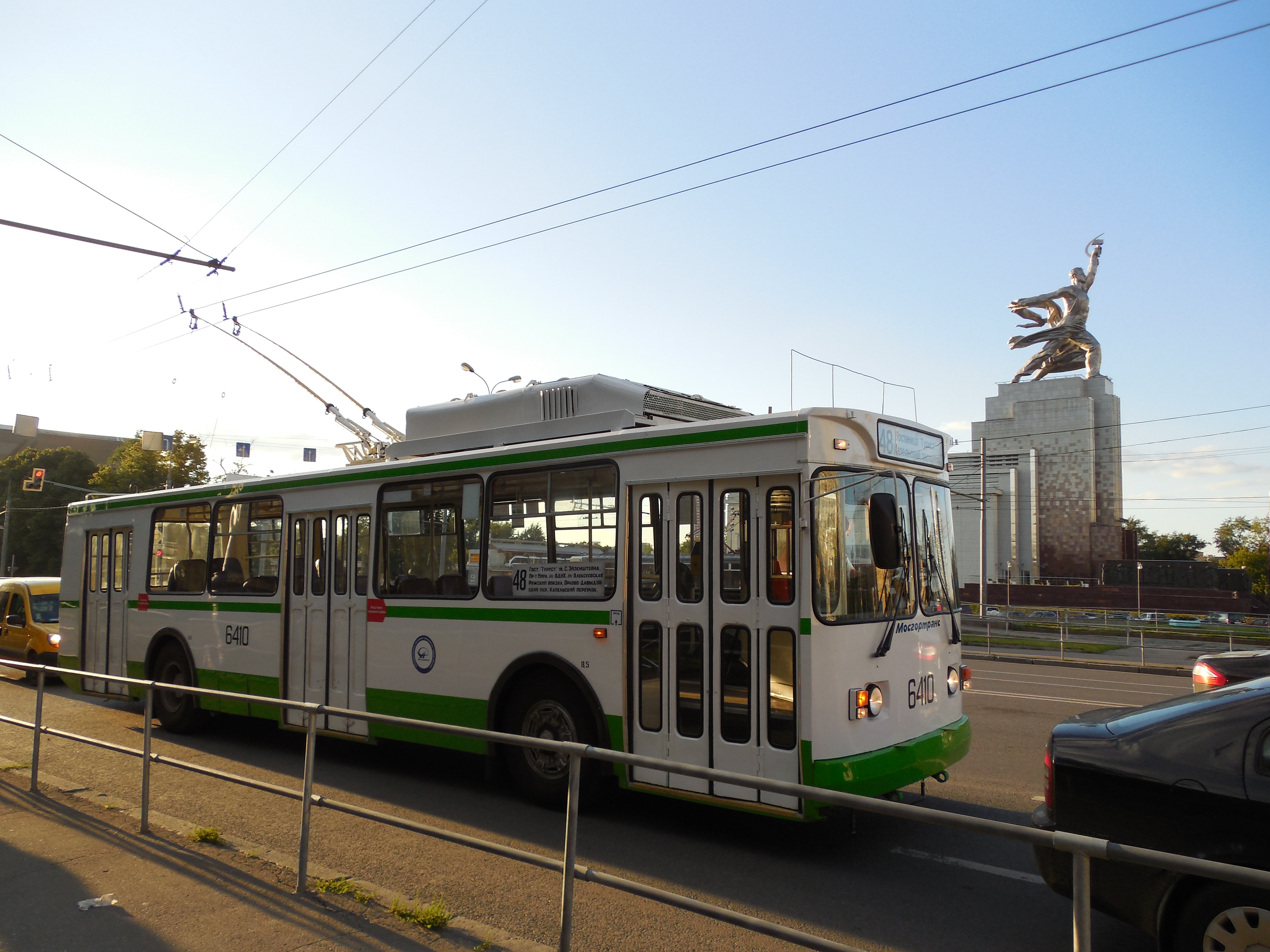
Trolejbus w Moskwie (2014)

Powstawanie i gwałtowny rozwój sieci trolejbusowych w licznych miastach Związku Radzieckiego w latach 60. XX wieku sprawiły, że wzrosło zapotrzebowanie na tabor trolejbusowy. Trolejbus ZiU-5, najbardziej podówczas rozpowszechniony, nie odpowiadał potrzebom dużych potoków pasażerskich w największych miastach w Rosji – był raczej przystosowany do miast średniej wielkości niż do miast pokroju stolicy Rosji czy Leningradu (obecnie Sankt Petersburga). Poza tym trolejbus ZiU-5 miał aluminiowe nadwozie, którego produkcja była droga i dość skomplikowana technologicznie. Ponadto dwie pary drzwi trolejbusu ZiU-5 nie sprawdzały się w warunkach dużego potoku pasażerów.
Trolejbus ZiU-9 zdołał rozwiązać te kłopoty. W porównaniu do trolejbusu ZiU-5 miał jedną parę drzwi więcej: w efekcie trolejbus miał dwie pary szerokich drzwi w środku i na końcu oraz mniejsze drzwi z przodu. Nadwozie trolejbusu ZiU-9 było ze stali, co zmniejszyło koszty i uprościło produkcję. Wygląd zewnętrzny trolejbus ZiU-9 zawdzięcza po części ówczesnym trolejbusom MAN-a.
Wyposażenie elektryczne trolejbusu ZiU-9 bardzo nieznacznie różniło się od poprzednika – trolejbusu ZiU-5, zwiększona została w nim tylko moc silnika. Z uwagi na prostszą obsługę pozostano również przy rozruchu oporowym. Pierwszy trolejbus ZiU-9 wyjechał na ulice stolicy Rosji w 1971 roku i po małych zmianach wyglądu wszedł do masowej produkcji.
Późniejsze oznaczenie trolejbusu, '682' wywodzi się ze zunifikowanego systemu oznaczania pojazdów transportu miejskiego. W 1986 roku wprowadzono nowy system w którym oznaczenie ZiU-682 zmieniono na HTI-682. Skrót HTI w cyrylicy zapisuje się jako ХТИ, natomiast to oznaczenie w 1995 zostało pomylone z łacińskim XTU i te trzy litery stały się oficjalną nazwą trolejbusu.

## Modyfikacje
Podczas produkcji wprowadzano do konstrukcji różne zmiany. Każda ważniejsza zmiana wyróżniona została przez dodatkową literę po oznaczeniu '9' albo '682':
- (1971) ZiU-9 – pierwsze prototypy
- (1972) ZiU-9B (ЗиУ-9Б) – trolejbusy produkowane seryjnie
- (1976) ZiU-9W (ЗиУ-9В) – zmiany w wyposażeniu elektrycznym trolejbusów
- (1992) ZiU-9G (ЗиУ-9Г) – zastąpienie elektrycznego mechanizmu drzwi trolejbusu pneumatycznym, lżejsza rama trolejbusu.

## Galeria

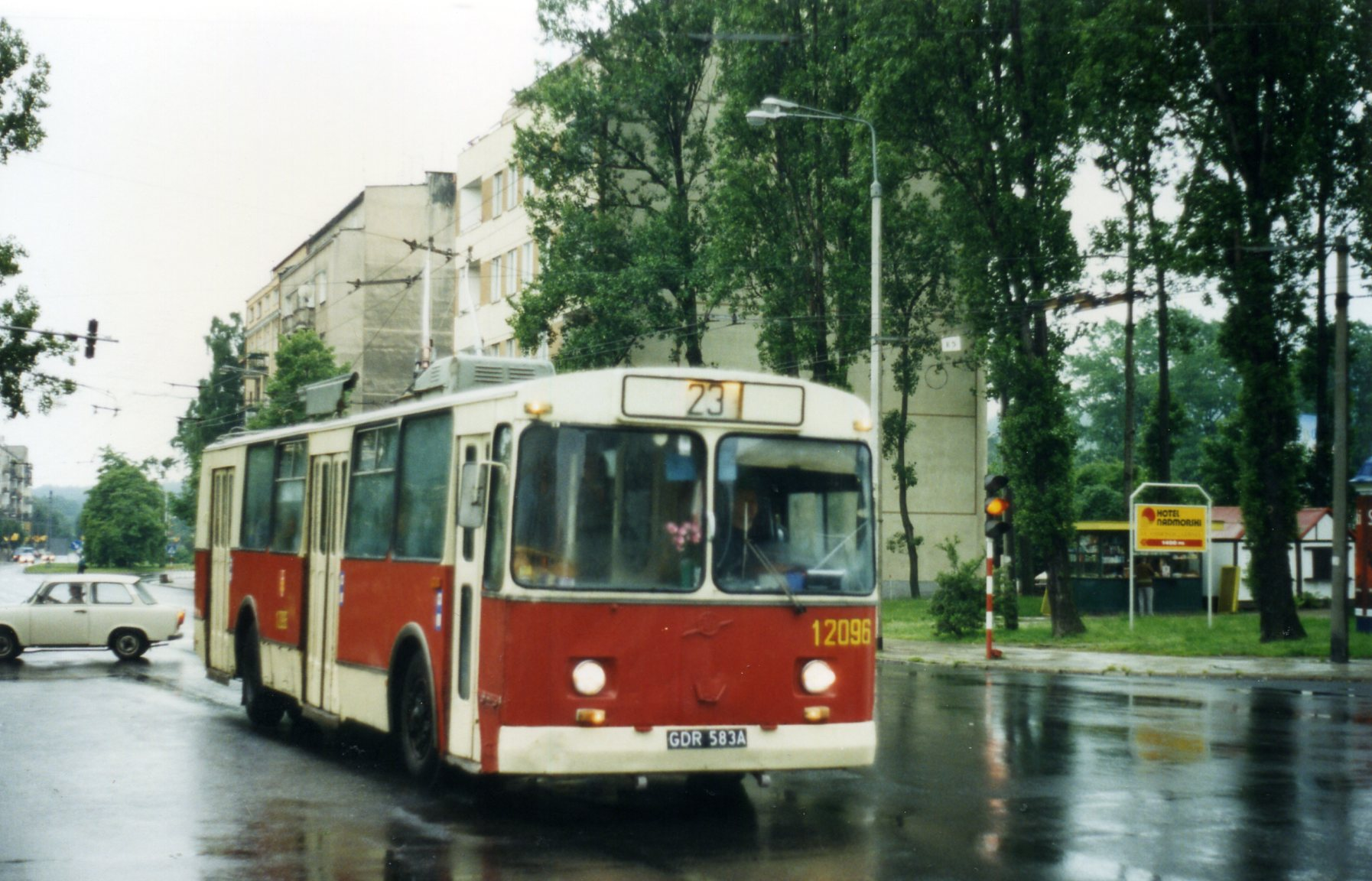
Gdyński trolejbus ZiU-682UP, 1995 r.
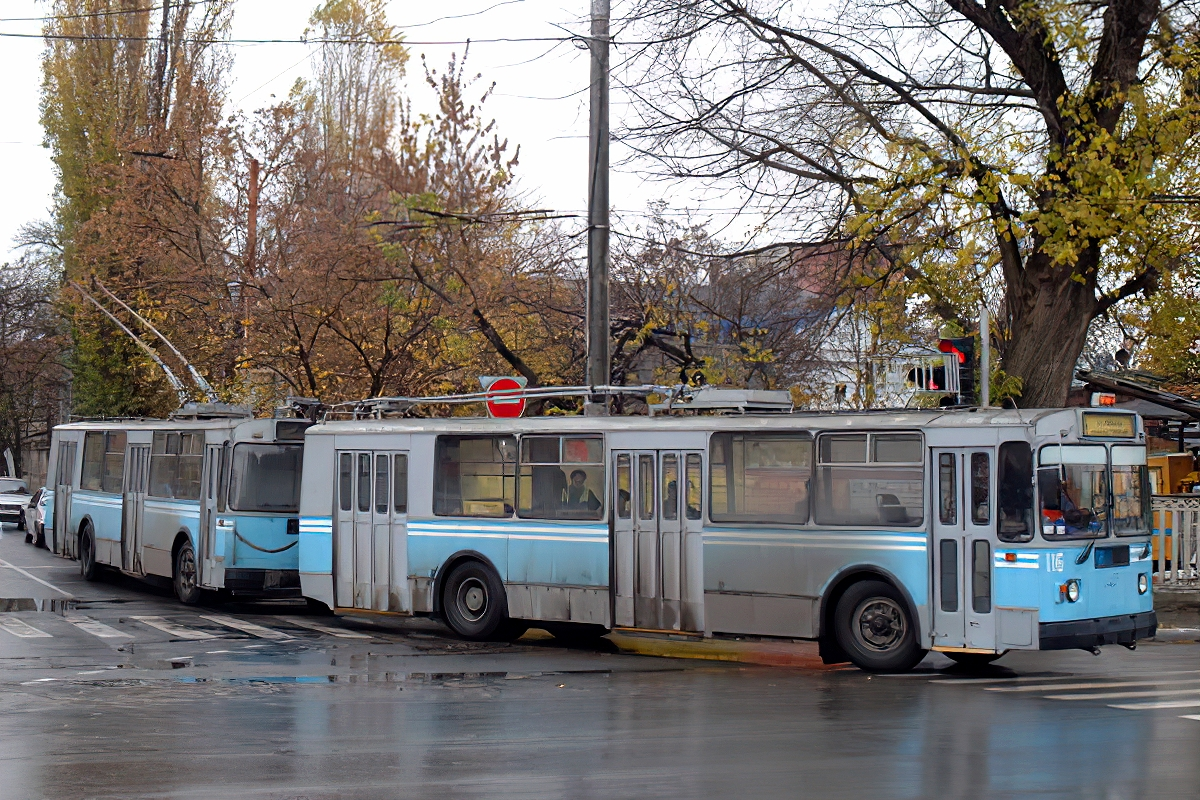
Skład trolejbusów ZiU-9 w Krasnodarze
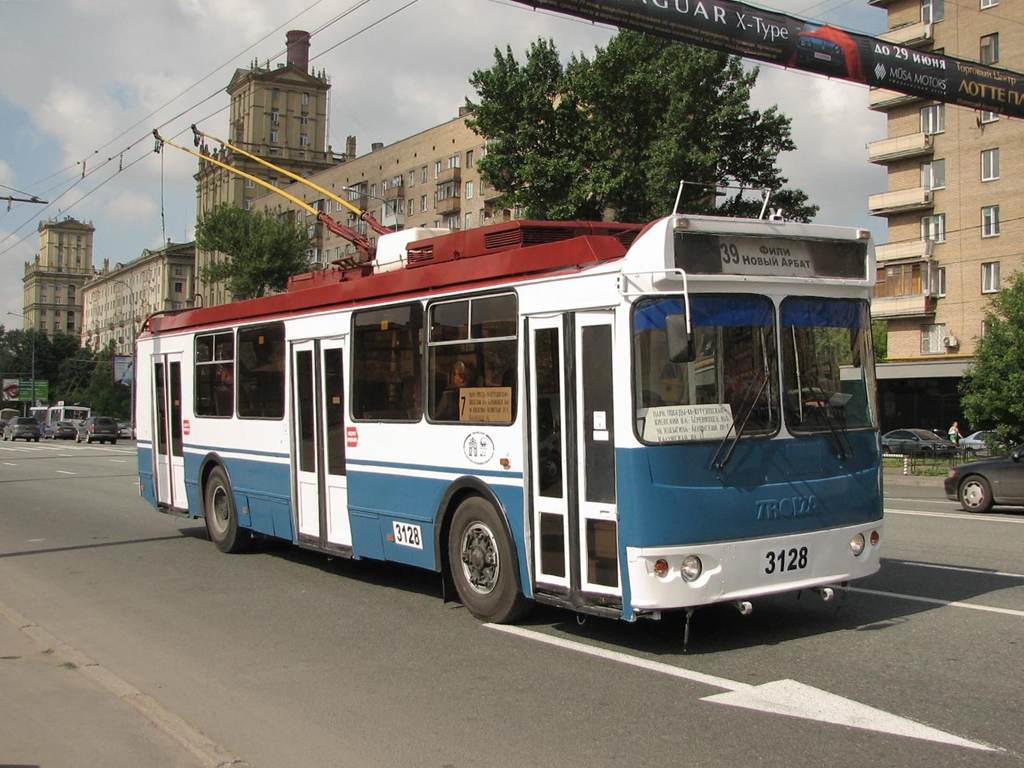
ZiU-682G-016.02 w Moskwie
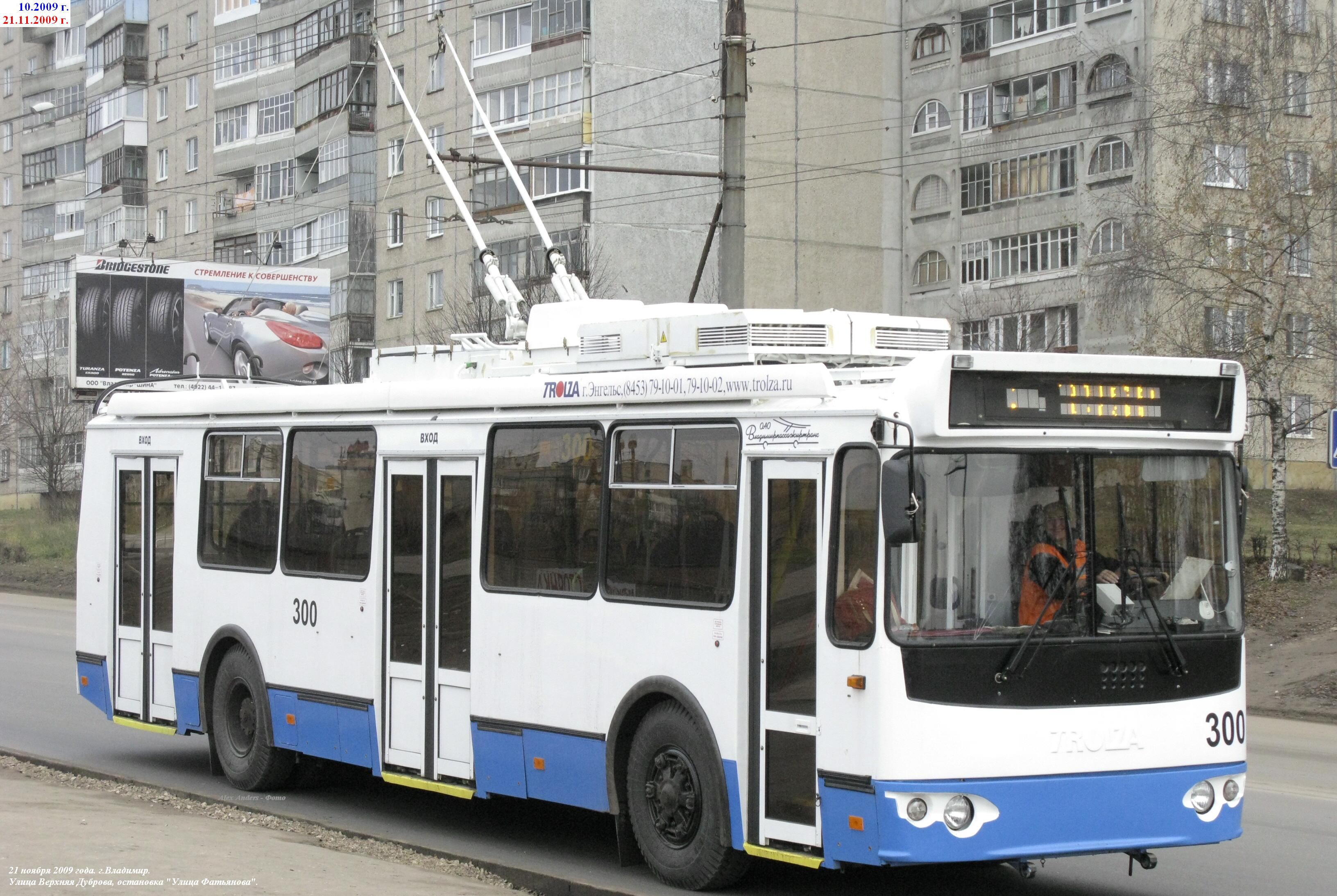
ZiU-682G-016.04 we Włodzimierzu